# Riten
Riten är en svensk dramafilm för TV från 1969, regisserad av Ingmar Bergman. Filmen ska spegla konstnärens situation och villkor och innehåller för den tiden vågade scener med våld, sex och sadism.

## Handling
Den berömda pantomimgruppen Les Riens, bestående av Thea, Hans och Sebastian, har blivit polisanmälda för obscenitet i en föreställning. De förhörs en och en av den cyniske domaren, men även han kommer till korta i slutet av filmen när teatergruppen uppför sitt skådespel Riten.

## Om filmen
Filmen hade samnordisk premiär på TV den 25 mars 1969. Den repriserades på SVT2 1 augusti 1973. Premiären inleddes med ett kort samtal mellan Ingmar Bergman och Lars Löfgren, där Bergman uppmanade tittarna att stänga av TV:n och gå på bio istället. Den folkstorm man väntat sig uteblev och både svenska och norska kritiker var mestadels positiva fast något förbryllade. I Norge blev dock TV-sändningen polisanmäld av en privatperson som pornografi, och undervisningsministern Kjell Bondevik menade i Stortinget att filmen kunde kränka norska lagar som värnade religionen.

## Rollista
- Ingrid Thulin – Thea Winkelmann
- Gunnar Björnstrand – Hans Winkelmann
- Anders Ek – Sebastian Fischer
- Erik Hell – domare Abrahamson
- Ingmar Bergman – en präst